# Antoni Piekarski
Antoni Piekarski (ur. 10 maja 1889 w Krakowie, zm. w 1939 w Bydgoszczy) – polski aktor teatralny i filmowy, reżyser teatralny.

## Życiorys
Ukończył krakowską szkołę dramatyczną Michała Przybyłowicza. Na scenie debiutował w 1907 roku w Sosnowcu w zespole Eugeniusza Majdrowicza, z którym to współpracował przez kolejne lata, m.in. w latach 1909/1910 w Kaliszu. W 1911 roku debiutował jako reżyser. W następnych latach pracował w Łodzi (Teatr Popularny, 1911–1912), z zespołem Henryka Czarneckiego (1916) oraz w Poznaniu (1920). W latach 1921–1924 występował w Warszawie w teatrze Reduta (1921–1923) oraz w Teatrze Komedia (1923-1924). W 1924 roku powrócił do Krakowa, gdzie grał w Teatrze im. Juliusza Słowackiego (do 1926 roku), a następnie występował i reżyserował w Teatrze Popularnym Nowości (1926–1927) oraz reżyserował w Teatrze Żydowskim (1927). W 1928 roku przebywał we Francji organizując tam polski zespół teatralny. Po powrocie do Polski pracował w Warszawie (Teatr Ateneum 1928–1929 i 1930-1931, Teatr Mała Kometa 1931, Teatr Kameralny1933–1934), Grudziądzu (Teatr Polski, 1929–1930) oraz Częstochowie (1931). W 1934 roku przeniósł się do Torunia, gdzie pracował do wybuchu II wojny światowej.
Był jednym z pierwszych polskich reżyserów, wystawiających widowiska plenerowe. W 1916 roku na racławickich polach wystawił "Kościuszkę pod Racławicami".

## Filmografia
- Za winy brata (1921) – Korycki, mąż Heleny
- Zazdrość (1922) – ziemianin Ludwik Durer, ojciec Małgorzaty
- Otchłań pokuty (1923) – leśniczy
- Bożyszcze. W sidłach uwodziciela (1923) – adwokat Wężyk
- Atakualpa (1924)
- Cyganka Aza (1926) – Janek
- Komendant (1928) – Józef Piłsudski
- Dziesięciu z Pawiaka (1931) – policjant